# Saint-Seurin-de-Bourg

Saint-Seurin-de-Bourg este o comună în departamentul Gironde din sud-vestul Franței. În 2009 avea o populație de 329 de locuitori.

## Evoluția populației
| An        | 1975 | 1982 | 1990 | 1999 | 2006 | 2009 |
| --------- | ---- | ---- | ---- | ---- | ---- | ---- |
| Populație | 362  | 364  | 293  | 352  | 321  | 329  |